# Neoechinorhynchidae
Neoechinorhynchidae zijn een familie in de taxonomische indeling van de haakwormen, ongewervelde en parasitaire wormen die meestal 1 tot 2 cm lang worden. Neoechinorhynchidae werd in 1917 beschreven door Ward.

## Taxonomie
De volgende taxa zijn bij de familie ingedeeld:
- Onderfamilie Atactorhynchinae Petrochenko, 1956
- Onderfamilie Eocollinae Petrochenko, 1956
- Onderfamilie Gracilisentinae Petrochenko, 1956
- Onderfamilie Neoechinorhynchinae Ward, 1917

### Synoniemen
- Atractorhynchus Chandler, 1935 => Atactorhynchus Chandler, 1935